# Phymatosorus scandens
Phymatosorus scandens là một loài thực vật có mạch trong họ Polypodiaceae. Loài này được (G. Forst.) Pic. Serm. miêu tả khoa học đầu tiên năm 1973.